# 潮谷験
潮谷 験（しおたに けん、1978年 -）は、日本の小説家。
京都府生まれ。日本推理作家協会会員、変格ミステリ作家クラブメンバー。

## プロフィール
2021年、『スイッチ』（刊行時『スイッチ 悪意の実験』に改題）で第63回メフィスト賞を受賞しデビュー。
第2作目の『時空犯』は、「リアルサウンド認定2021年度国内ミステリーベスト10」の第1位に選出された。
2025年、『伯爵と三つの棺』で第46回吉川英治文学新人賞、第25回本格ミステリ大賞（小説部門）、第78回日本推理作家協会賞（長編および連作短編集部門）候補。

## ミステリ・ランキング
- 週刊文春ミステリーベスト10
  - 2024年 - 『伯爵と三つの棺』18位

- このミステリーがすごい!
  - 2023年 - 『エンドロール』31位
  - 2025年 - 『伯爵と三つの棺』5位、『ミノタウロス現象』37位

- 本格ミステリ・ベスト10
  - 2022年 - 『時空犯』15位
  - 2025年 - 『伯爵と三つの棺』4位

- ミステリが読みたい!
  - 2022年 - 『時空犯』17位
  - 2025年 - 『伯爵と三つの棺』6位

## 作品リスト

### 単行本
- スイッチ 悪意の実験（2021年4月 講談社 / 2022年9月 講談社文庫）[2]
- 時空犯（2021年8月 講談社 / 2023年1月 講談社文庫）[3]
- エンドロール（2022年3月 講談社 / 2023年4月 講談社文庫）[4]
- あらゆる薔薇のために（2022年9月 講談社 / 2024年1月 講談社文庫）
- ミノタウロス現象（2024年2月 KADOKAWA）
- 伯爵と三つの棺（2024年7月 講談社）
- 名探偵再び（2025年4月 講談社）
- 誘拐劇場（2025年8月 講談社）

### アンソロジー（収録）
「」内が潮谷験の作品。
- 黒猫を飼い始めた（2023年2月 講談社 / 2025年2月 講談社文庫）「妻の黒猫」
- 本格王2023（2023年6月 講談社文庫）「二〇XX年の手記」
- 嘘をついたのは、初めてだった（2023年11月 講談社）「透明人間」
- これが最後の仕事になる（2024年8月 講談社）「神の冤罪」
- だから捨ててと言ったのに（2025年1月 講談社）「無理解」
- 新しい法律ができた（2025年5月 講談社）「ネーミング」
- 本格王2025（2025年6月 講談社文庫）「概念探偵」

### 単行本未収録作品
小説
- 妻の黒猫（「Mephisto Readers Club」2022年2月14日）
- 二〇XX年の手記（『メフィスト』2022 SUMMER VOL.4）

エッセイなど
- 最高のひと皿（『小説すばる』2021年8月号）
- 私の必需品*使い古しのペン（『紙魚の手帖』Vol.05 JUNE 2022）
- 〆切めし（『小説現代』2022年7月号）
- 切手クラブ（『小説 野性時代』第227号 2022年10月号）
- 物語と感染症（『THE FORWARD』Vol.6）

### 対談
- 新世代ミステリ作家探訪 旋風編（2023年11月 光文社）